# 科索沃土耳其族
科索沃土耳其族是科索沃的一个少数民族。

## 歷史
土耳其人最早來到科索沃地區是在14世紀早期，當時塞爾維亞王國在科索沃戰役中戰敗受奧斯曼帝國統治。在1389後土耳其人來到科索沃生活，他們是士兵，軍人，貿易商，多生活在主要城市。但奧斯曼帝國在1912年喪失對科索沃的控制。之後科索沃併入塞爾維亞、並先後成為南斯拉夫王國、阿爾巴尼亞和南斯拉夫社會主義聯邦共和國一部分，土耳其人在當地成為少數民族。
在1958年南斯拉夫和土耳其共和國稱訂一分雙邊協議後多數回流到土耳其，在2011年，他們有18,738人，佔當地人口1.1%。